# Begrünung

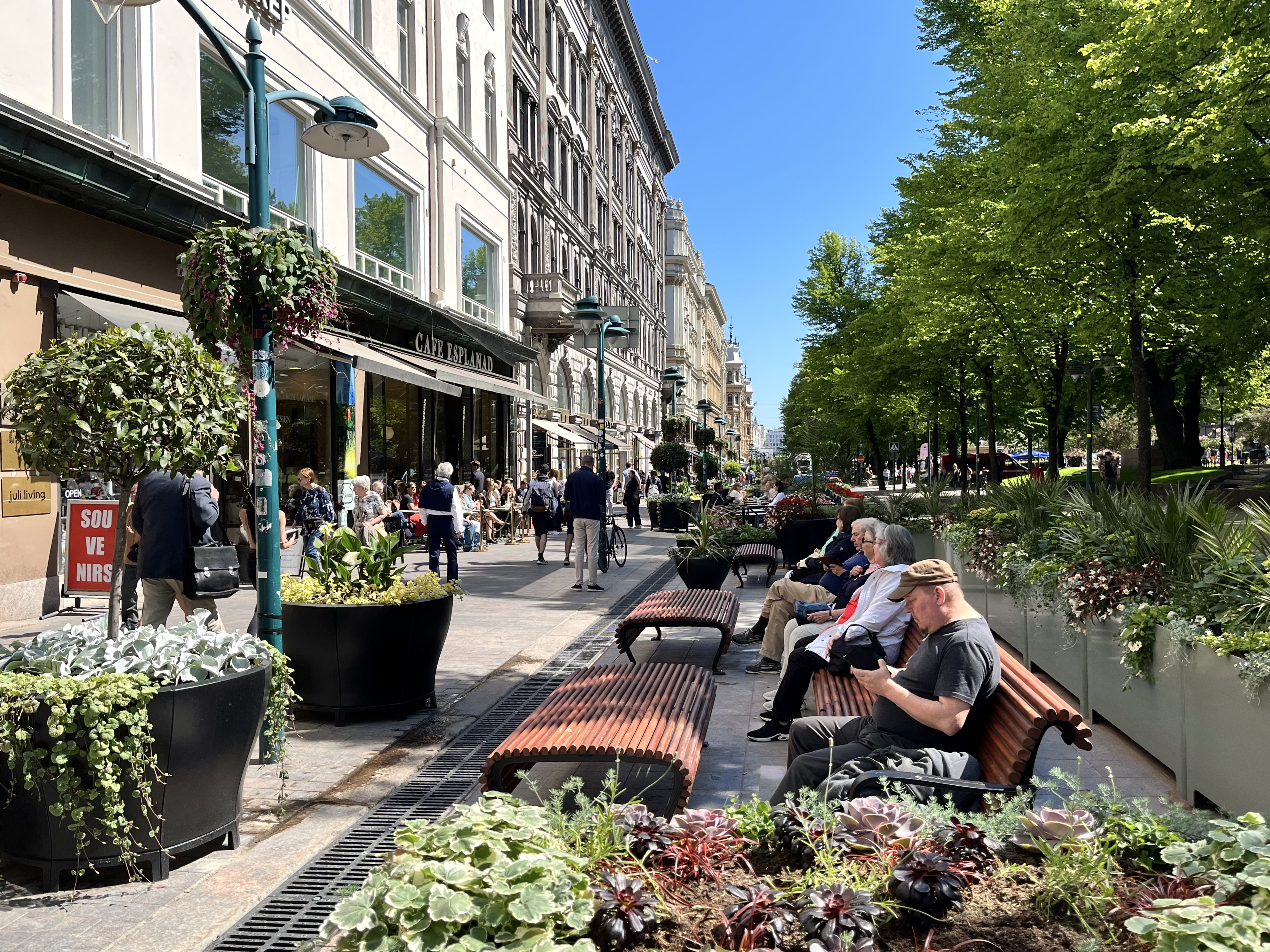
Stadtgrün in Helsinki

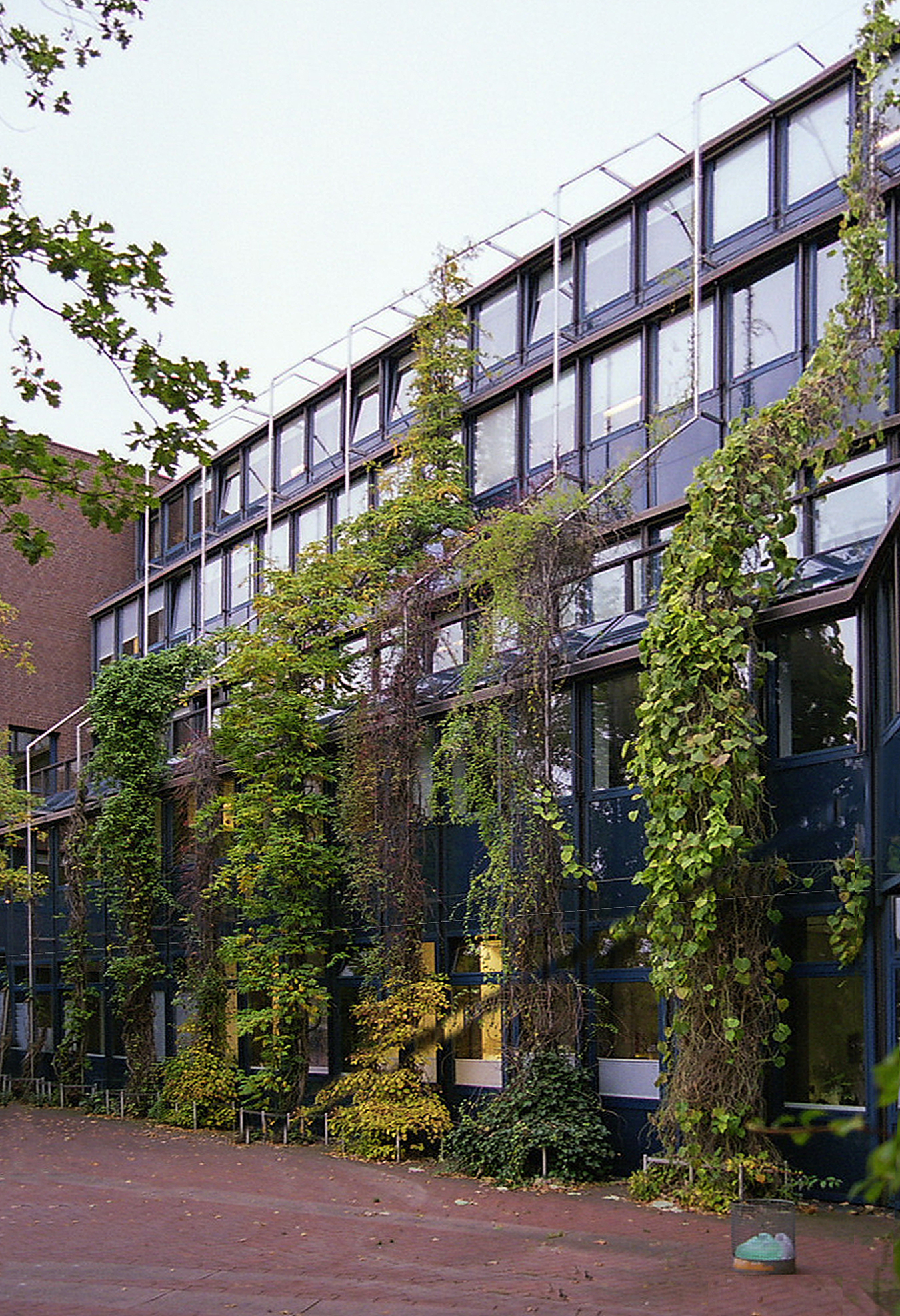
Fassadenbegrünung mit Gerüstkletterpflanzen an Kletterhilfen

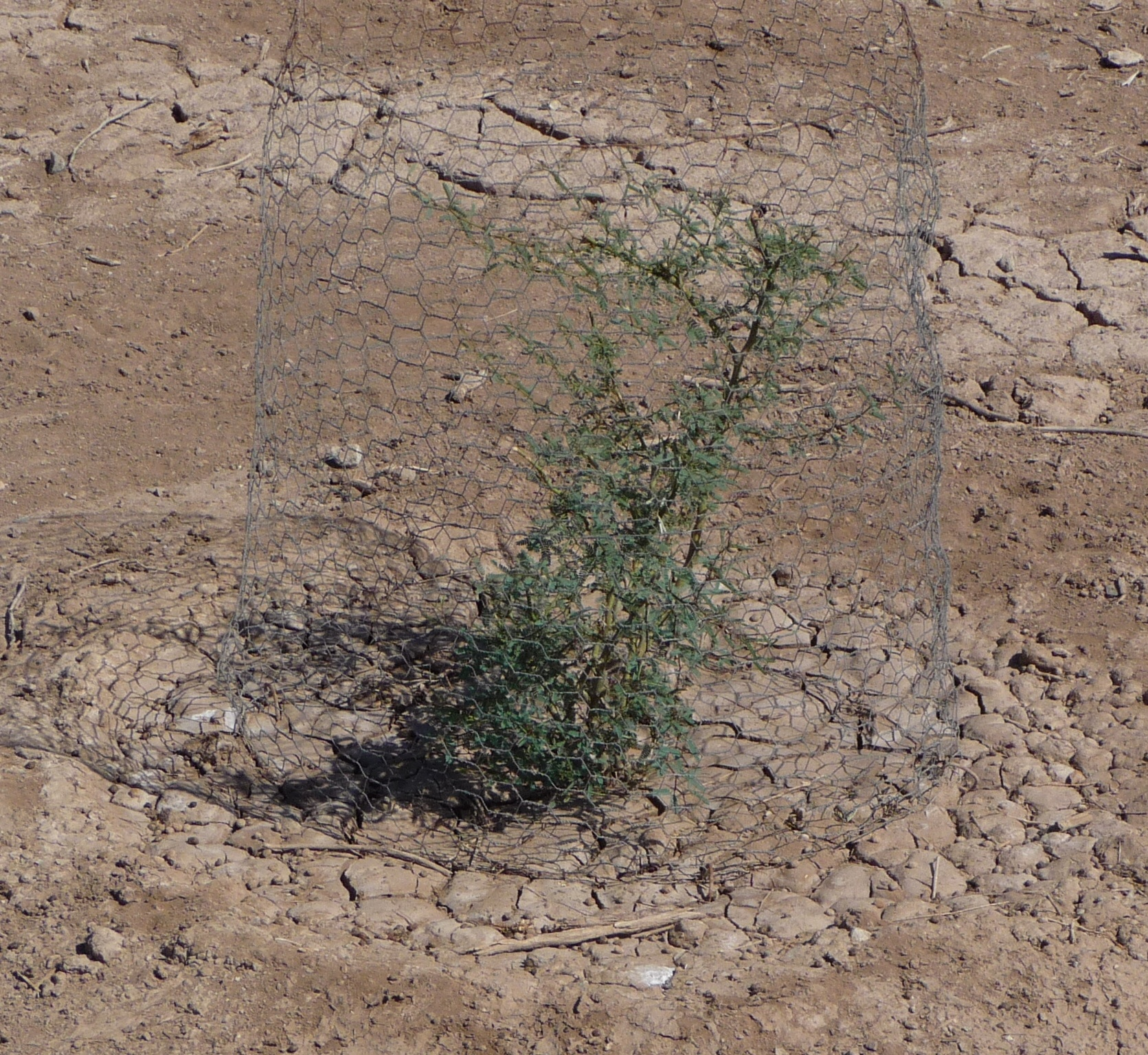
Begrünung des Saltonsee in Kalifornien durch Setzlinge

Begrünung ist ein Sammelbegriff für das gezielte Setzen bzw. Ansiedeln von Pflanzen zur Bauwerksbegrünung oder zur Umwandlung von Brachflächen oder versiegelten Flächen in Grünanlagen oder Grünland.
Ziele einer Begrünung können sein:
- optische Gestaltung und Aufwertung von Flächen, beispielsweise durch Fassadenbegrünung, Dachbegrünung oder in größerem Maßstab durch Renaturierung
- Schaffung von Grünanlagen zur Erholung
- Verbesserung des städtischen Klimas durch Verschattung und Kühleffekt der pflanzlichen Transpiration
- Reduzierung der Hochwassergefahr durch verringerte Abflussrate und Wasseraufnahme von bewachsenen Flächen, siehe Schwammstadt.

Zur Unterstützung einer Begrünung können technische Maßnahmen wie Erdarbeiten oder geeignete Rankhilfen erforderlich sein. Weiterhin können Pflege und Bewässerung notwendig sein, um einen geplanten Zustand zu erreichen und zu erhalten.
In einigen Baubereichen bestehen konkrete, zum Teil auch normative Anforderungen an die Planung und Ausführung von Pflanzungen, beispielsweise für das Straßenbegleitgrün und in der Ingenieurbiologie, also Pflanzungen mit technischen Funktionen oder Aufgaben. 
Von der Begrünung abzugrenzen sind Maßnahmen wie beispielsweise die Rekultivierung von Halden, Pflanzungen im Zuge einer Ausgleichsmaßnahme oder in der Forstwirtschaft die Bestockung. Die Aussaat oder Anpflanzung landwirtschaftlicher Nutzpflanzen wird im beruflichen Sprachgebrauch auch als Anbau oder gelegentlich als (Feld-)Bestellung bezeichnet. Bei Rasen wird der Begriff Ansaat verwendet.
Auch die natürliche Sukzession von unbedecktem Boden wird in der Regel nicht als Begrünung bezeichnet.

## Begrünung von Wüsten
Die Begrünung von Wüsten ist eine besonders schwierige Aufgabe. Wenn sie nachhaltig gelingt, ist sie die wirksamste Maßnahme zur wirtschaftlichen Entwicklung arider Gebiete und verbessert auch das lokale Klima. Pionierarbeit auf diesem Gebiet leistet seit langem der Staat Israel in der Negev-Wüste. Dieses Projekt wurde u. a. durch den Wald der deutschen Länder unterstützt, für den bei dem Wüstenort Lehavim von 1991 bis 2011 bereits 450.000 Bäume gepflanzt wurden.
Ein großes Projekt der Aufforstung ist Chinas Grüne Mauer, welche die zunehmende Verwüstung ganzer Regionen im Norden und Westen der Volksrepublik China verringern soll. Das Wachsen der Wüsten begann mit zu starker Abholzung für den industriellen Bedarf und zur Heizung und wird durch Sandstürme weiter beschleunigt. Das Projekt wurde in den 1970er-Jahren begonnen und soll bis 2050 350.000 Quadratkilometer Land begrünt haben. Ein 4000 Kilometer langer Schutzgürtel soll 13 Provinzen durchziehen und auf einer Breite bis zu 100 Kilometer mit Bäumen, Büschen und Gräsern bepflanzt werden.